# 太湖广场
太湖广场，位于中华人民共和国江苏省无锡市梁溪区的一个公共广场。

## 特点
原为清扬公园。太湖广场位于清扬路以西、运河以东、永和路以南、无锡市图书馆以北，由南北两个广场组成。南广场以方格步行道及绿化为主。北广场占地16.39万平方米。太湖广场由无锡市规划局选址、景观设计由美国易道公司负责。2000年原无锡市市政开放公司实施太湖广场一期工程。2002年，无锡市重点工程指挥部实施二期工程，2003年正式开工。

## 图库

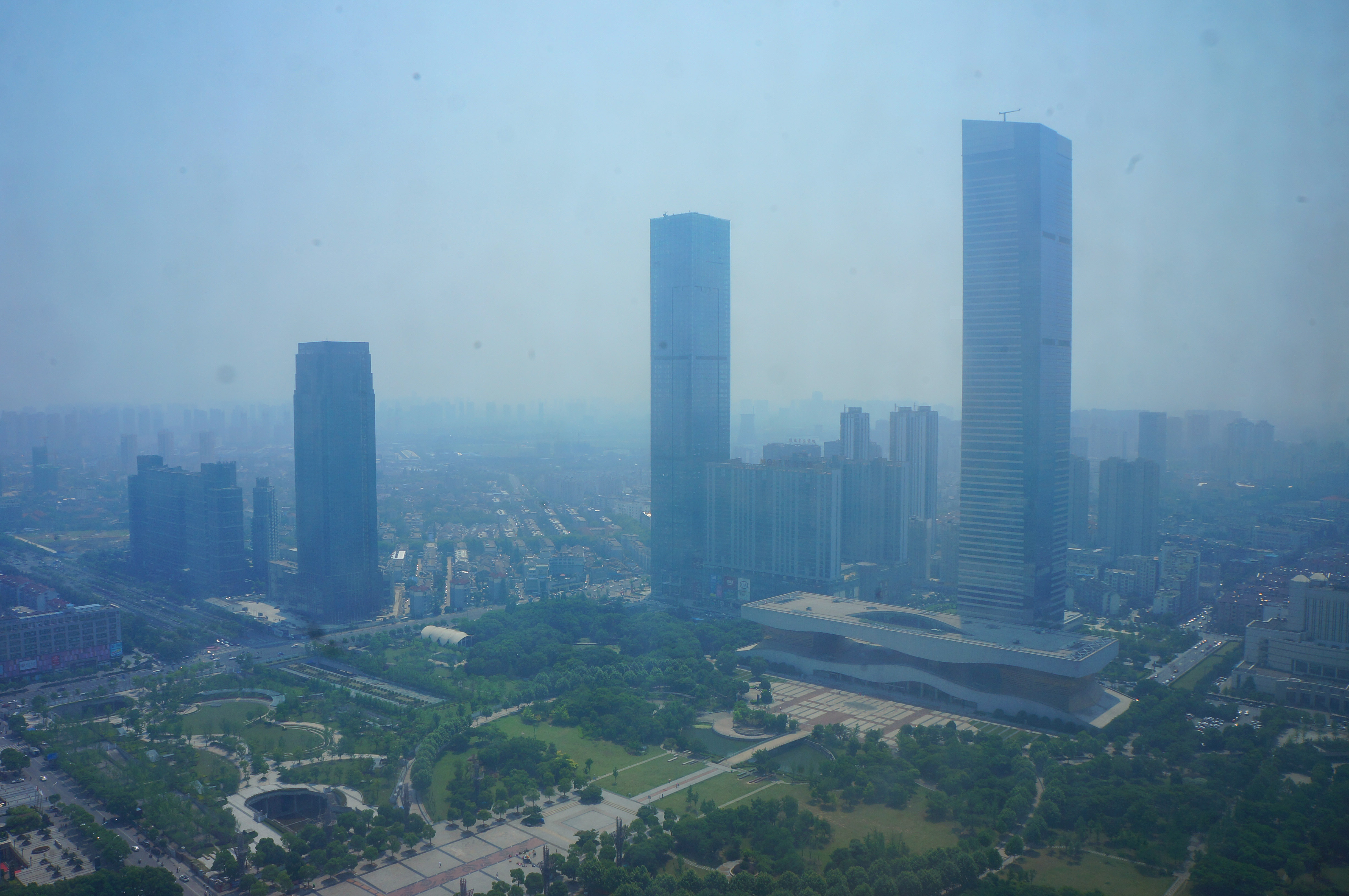
太湖广场和茂业城
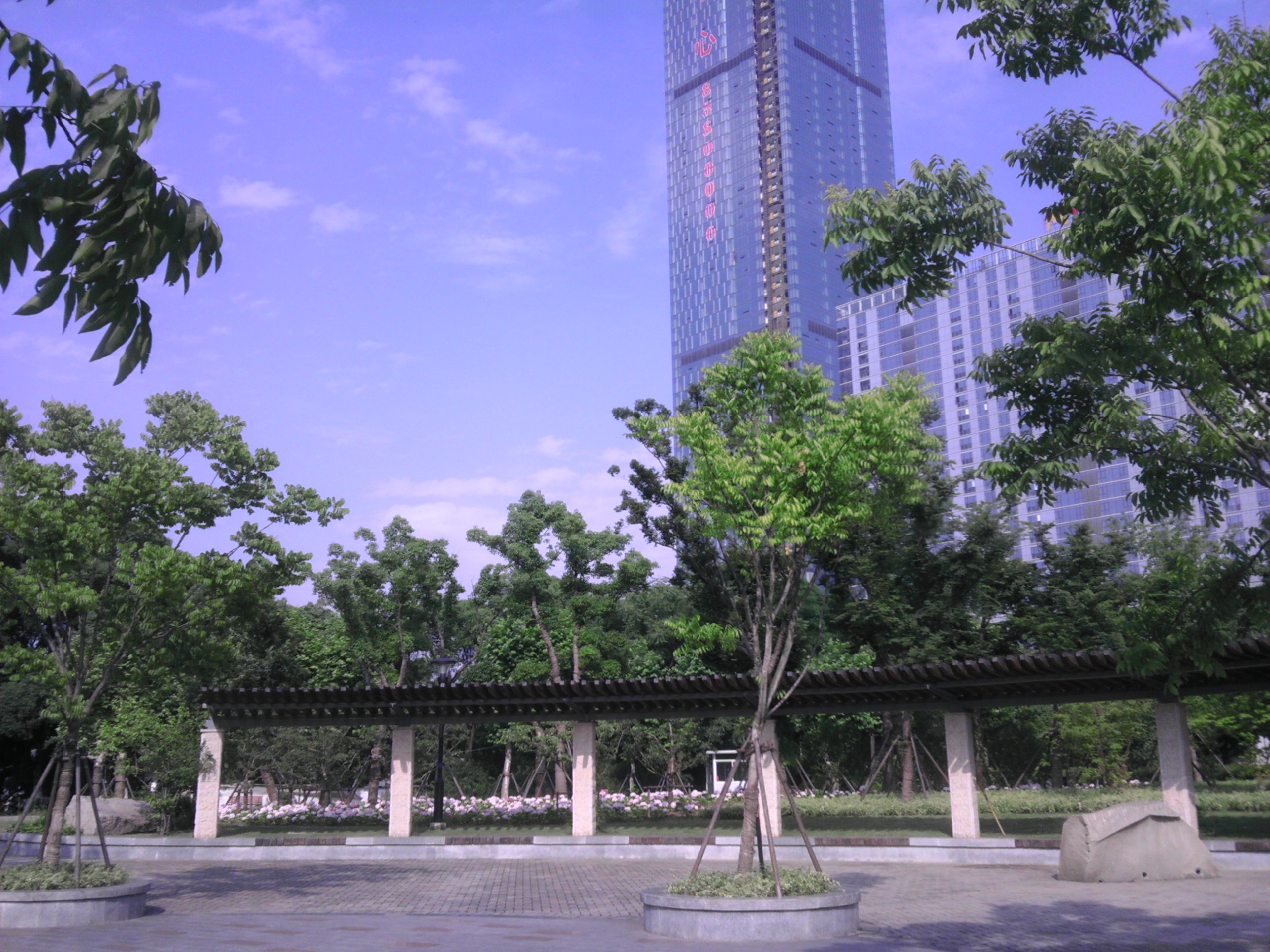
无锡IFS国金中心
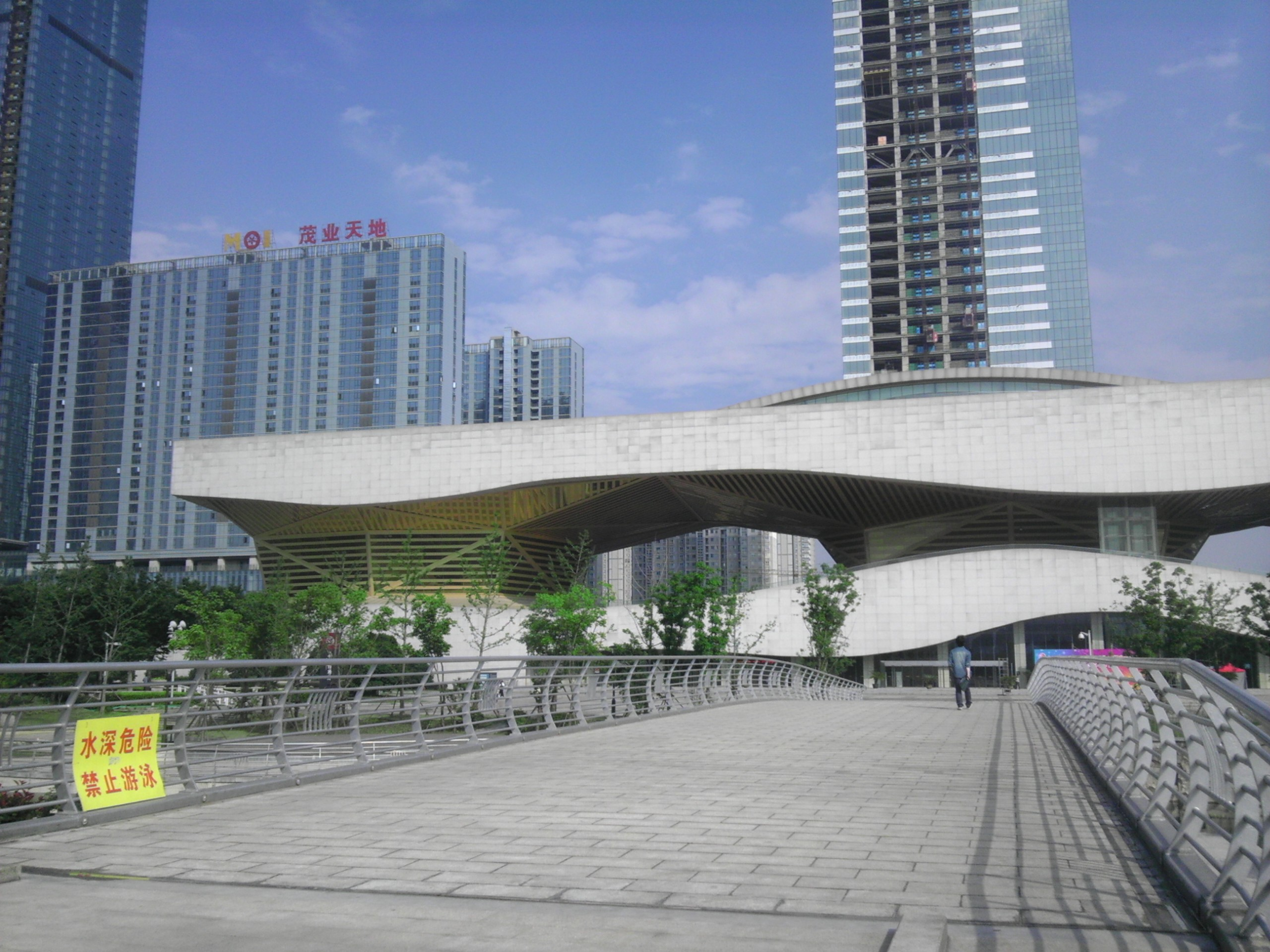
无锡博物院
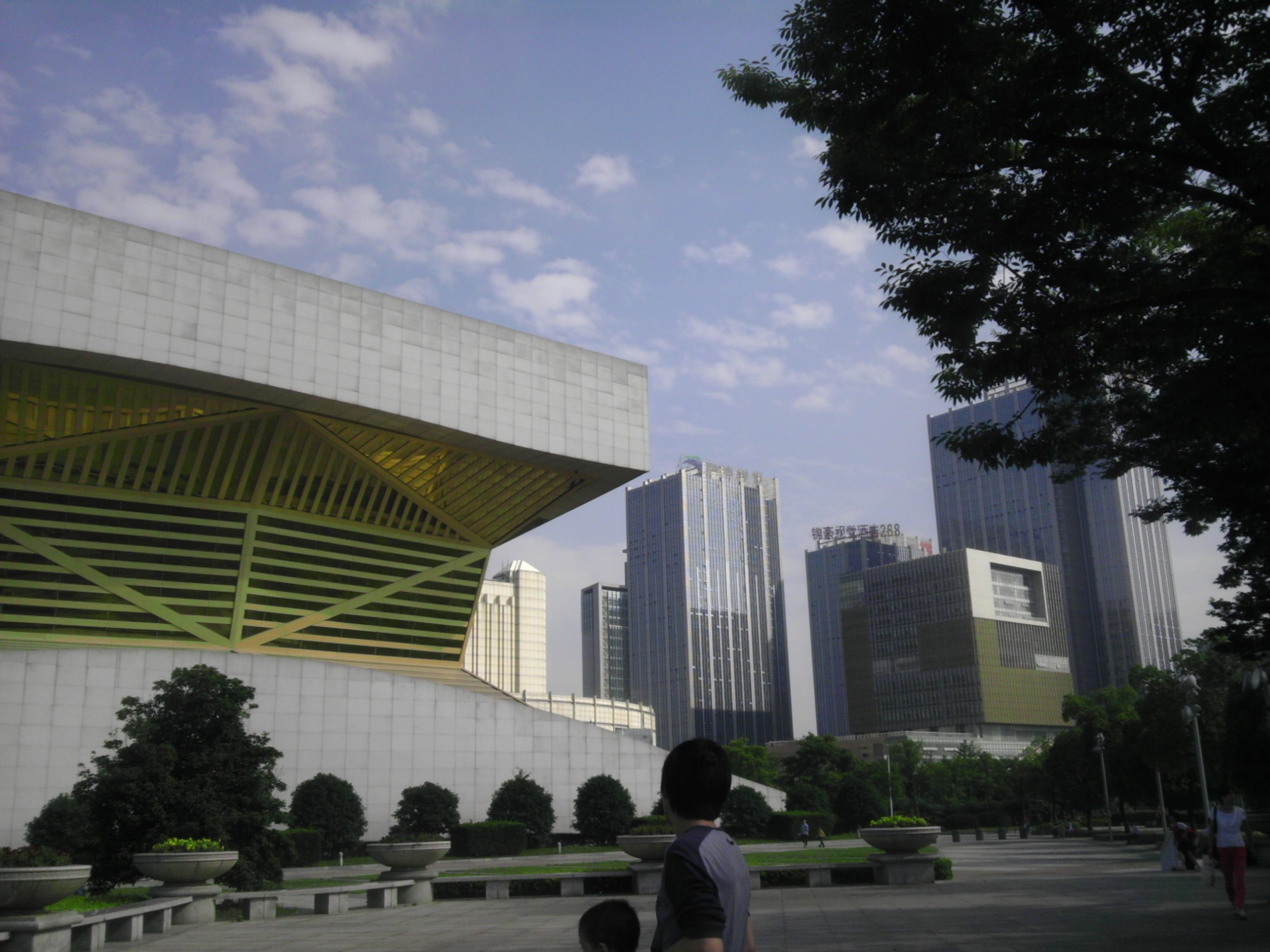
无锡博物院
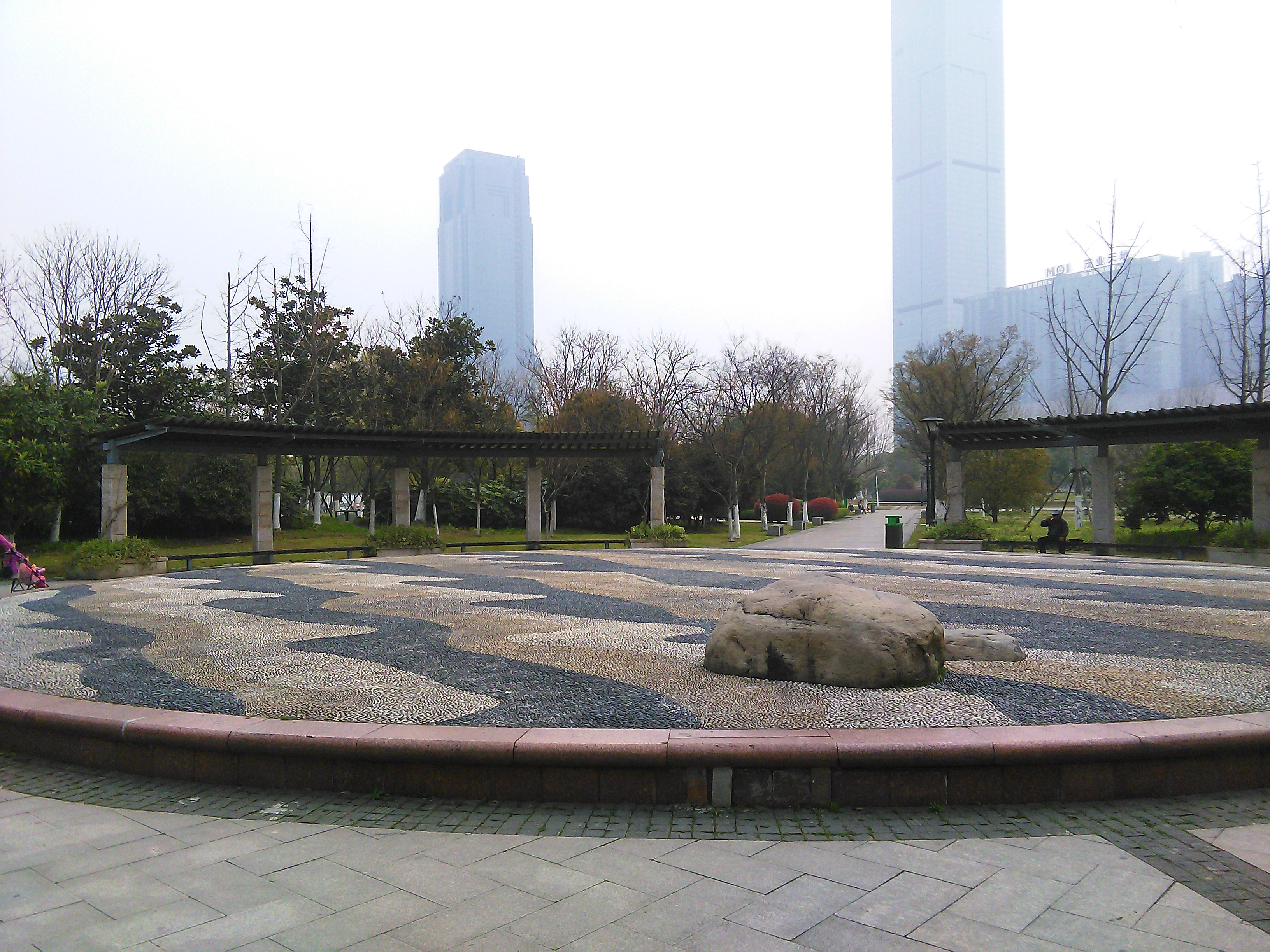
太湖广场
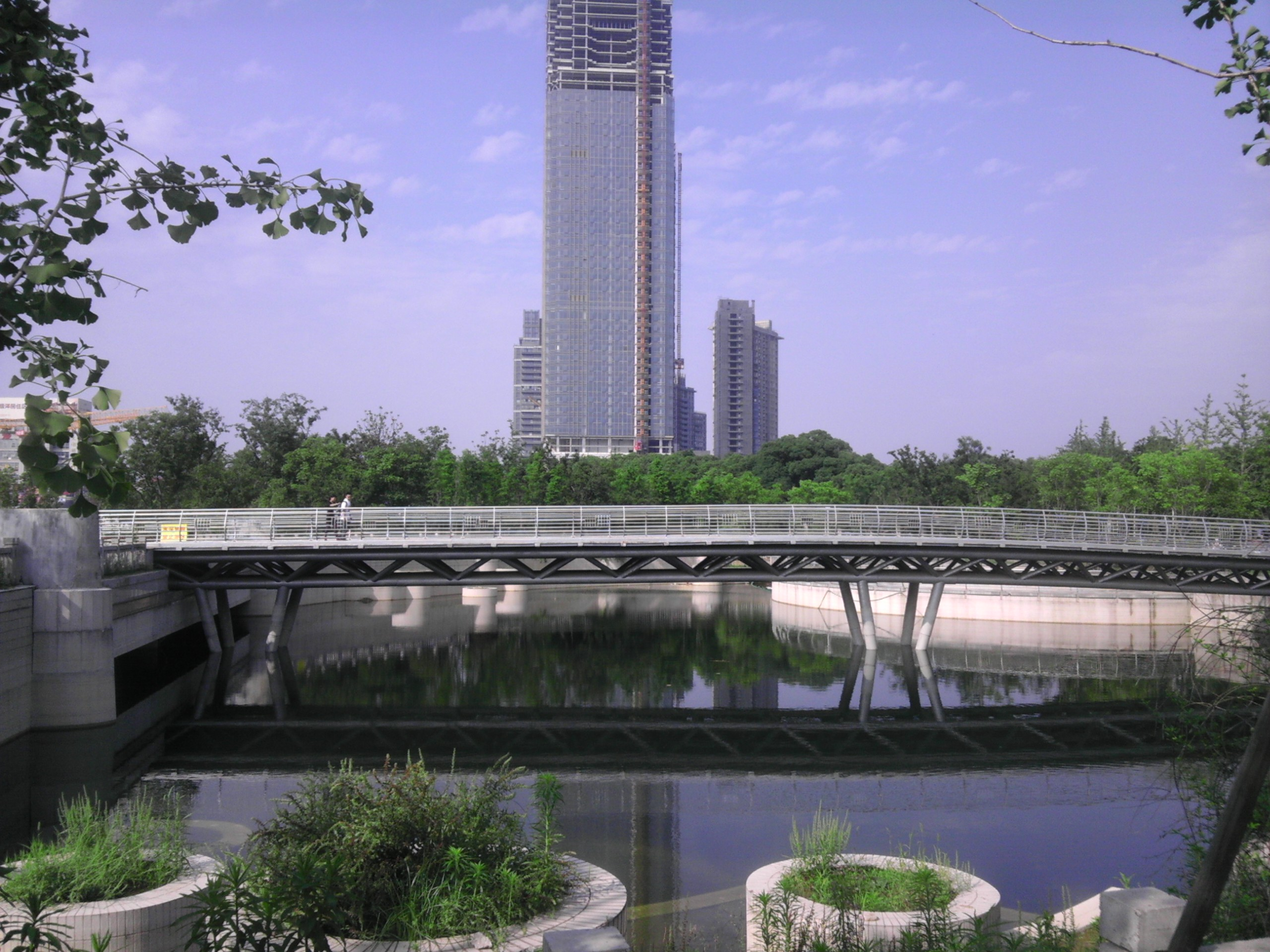
太湖广场与世贸中心二期